# Anna Karenina (2012)
Anna Karenina is een Britse romantische-dramafilm uit 2012, geregisseerd door Joe Wright en gebaseerd op de gelijknamige roman van Lev Tolstoj en een remake van vele eerdere verfilmingen. De film viel vele malen in de prijzen waaronder een Oscar voor beste kostuumontwerp.

## Verhaal
Het verhaal speelt zich af in Rusland in de 19e eeuw, waarbij een aristocratie de stem volgt van Anna Kareninas hart, maar dat leidt tot schandalen en haar eigen ondergang.

## Rolverdeling
| Acteur               | Personage                                             |
| -------------------- | ----------------------------------------------------- |
| Keira Knightley      | Prinses Anna Arkadievna Karenina                      |
| Jude Law             | Graaf Alexei Alexandrovich Karenin                    |
| Aaron Taylor-Johnson | Graaf Alexei Kirillovich Vronsky                      |
| Kelly Macdonald      | Prinses Darya "Dolly" Alexandrovna Oblonskaya         |
| Matthew Macfadyen    | Prins Stepan "Stiva" Arkadyevich Oblonsky             |
| Alicia Vikander      | Prinses Ekaterina "Kitty" Alexandrovna Shcherbatskaya |
| Domhnall Gleeson     | Konstantin "Kostya" Dmitrievich Levin                 |
| Olivia Williams      | Gravin Vronsky                                        |
| Ruth Wilson          | Prinses Elizaveta "Besty" Tverskaya                   |
| Emily Watson         | Gravin Lidia Ivanovna                                 |
| Michelle Dockery     | Prinses Myagkaya                                      |
| Cara Delevingne      | Prinses Sorokina                                      |

## Prijzen en nominaties
De belangrijkste:
| Jaar | Prijs                  | Categorie                | Genomineerde(n)                 | Uitslag     |
| ---- | ---------------------- | ------------------------ | ------------------------------- | ----------- |
| 2012 | Satellite Awards       | Beste actrice            | Keira Knightley                 | Genomineerd |
| 2012 | Satellite Awards       | Beste bewerkte script    | Tom Stoppard                    | Genomineerd |
| 2012 | Satellite Awards       | Beste soundtrack         | Dario Marianelli                | Genomineerd |
| 2012 | Satellite Awards       | Beste cinematografie     | Seamus McGarvey                 | Genomineerd |
| 2012 | Satellite Awards       | Beste Art Direction      | Beste Art Direction             | Genomineerd |
| 2012 | Satellite Awards       | Beste kostuums           | Jacqueline Durran               | Genomineerd |
| 2013 | Golden Globes          | Beste filmmuziek         | Dario Marianelli                | Genomineerd |
| 2013 | Critics' Choice Awards | Beste Art Direction      | Katie Spencer & Sarah Greenwood | Gewonnen    |
| 2013 | Critics' Choice Awards | Beste kostuums           | Jacqueline Durran               | Gewonnen    |
| 2013 | BAFTA Awards           | Beste cinematografie     | Seamus McGarvey                 | Genomineerd |
| 2013 | BAFTA Awards           | Beste kostuums           | Jacqueline Durran               | Gewonnen    |
| 2013 | BAFTA Awards           | Beste Britse film        | Beste Britse film               | Genomineerd |
| 2013 | BAFTA Awards           | Beste grime en haarstijl | Ivana Primorac                  | Genomineerd |
| 2013 | BAFTA Awards           | Beste filmmuziek         | Dario Marianelli                | Genomineerd |
| 2013 | BAFTA Awards           | Beste productieontwerp   | Sarah Greenwood & Katie Spencer | Genomineerd |
| 2013 | Academy Awards         | Beste filmmuziek         | Dario Marianelli                | Genomineerd |
| 2013 | Academy Awards         | Beste production design  | Sarah Greenwood & Katie Spencer | Genomineerd |
| 2013 | Academy Awards         | Beste camerawerk         | Seamus McGarvey                 | Genomineerd |
| 2013 | Academy Awards         | Beste kostuums           | Jacqueline Durran               | Gewonnen    |